# La Noë-Blanche
Pour les articles homonymes, voir La Noë.
La Noë-Blanche [la nɔe blɑ̃ʃ] est une commune française située dans le département d'Ille-et-Vilaine en Région Bretagne.

## Géographie

### Situation
La Noë-Blanche se situe au carrefour de quatre autres communes ou villes :
- au nord, Bain-de-Bretagne située à environ un quart d'heure de route (entre sept et onze kilomètres selon la route empruntée) ;
- à l'ouest, Guipry-Messac à environ six kilomètres ;
- à l'est, la Dominelais à sept kilomètres ;
- au sud, le Grand-Fougeray à dix kilomètres.

La commune est aussi située à six kilomètres de la 2×2 voies en direction de Nantes et à douze kilomètres de celle menant à Rennes. Elle se situe proche de la gare SNCF de Messac.

### Communes limitrophes

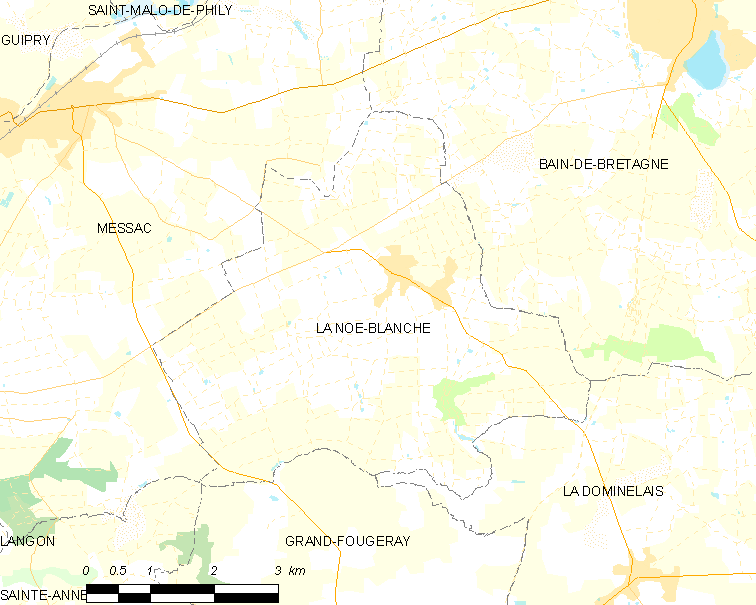
Carte de la commune de La Noë-Blanche et des communes avoisinantes.

|                         |                | Bain-de-Bretagne |
| Guipry-Messac           | La Noë-Blanche |                  |
| Sainte-Anne-sur-Vilaine | Grand-Fougeray | La Dominelais    |

### Relief et hydrographie
Les altitudes au sein du finage communal vont de 95 mètres pour la plus élevée (au sud du hameau des Monts, au toponyme significatif) à 20 mètres pour la plus basse située à la pointe nord-ouest de la commune dans la vallée du Ruisseau du Pont aux Roux. De manière générale, les altitudes les plus élevées sont à la limite sud de la commune (autour de 80 mètres d'altitude) et s'abaissent en allant vers le nord du territoire communal où elles oxcillent entre 40 et 20 mètres d'altitude selon les endroits. Le bourg, en position centrale dans la commune, est vers 50 mètres d'altitude.

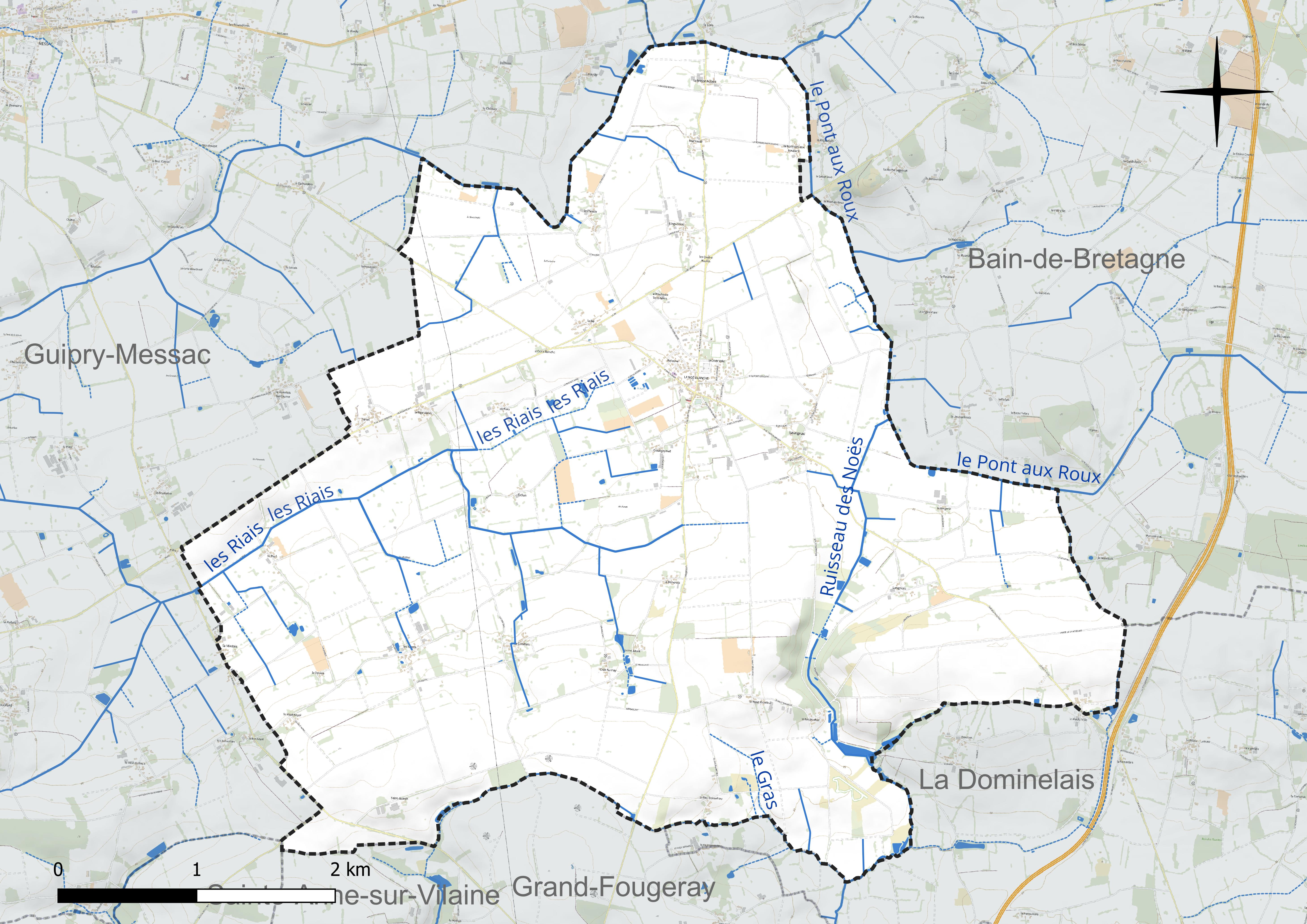
Carte du réseau hydrographique de la commune de La Noë-Blanche.

Le réseau hydrographique de la commune n'est constitué que de cours d'eau secondaires, le principal étant le Ruisseau du Pont aux Roux, un sous-affluent de rive gauche de la Vilaine qui sert de limite nord à La Noë-Blanche, qu'il sépare de Bain-de-Bretagne et de Guipry-Messac : certains de ses propres aflluents (Ruisseau des Noës, les Riais, ..) traversent des parties de la commune.

### Hydrographie
Pour un article plus général, voir Réseau hydrographique d'Ille-et-Vilaine.
La commune est située dans le bassin Loire-Bretagne. Elle est drainée par le Gras, le Pont aux Roux, les Riais, le ruisseau des Noës, le ruisseau des Prés de la haute ville, les Douets de Vallée et les Prés de la Haute Vill,,.
Le Gras, d'une longueur de 12 km, prend sa source dans la commune  et se jette  dans la Vilaine à Sainte-Anne-sur-Vilaine, après avoir traversé quatre communes. 

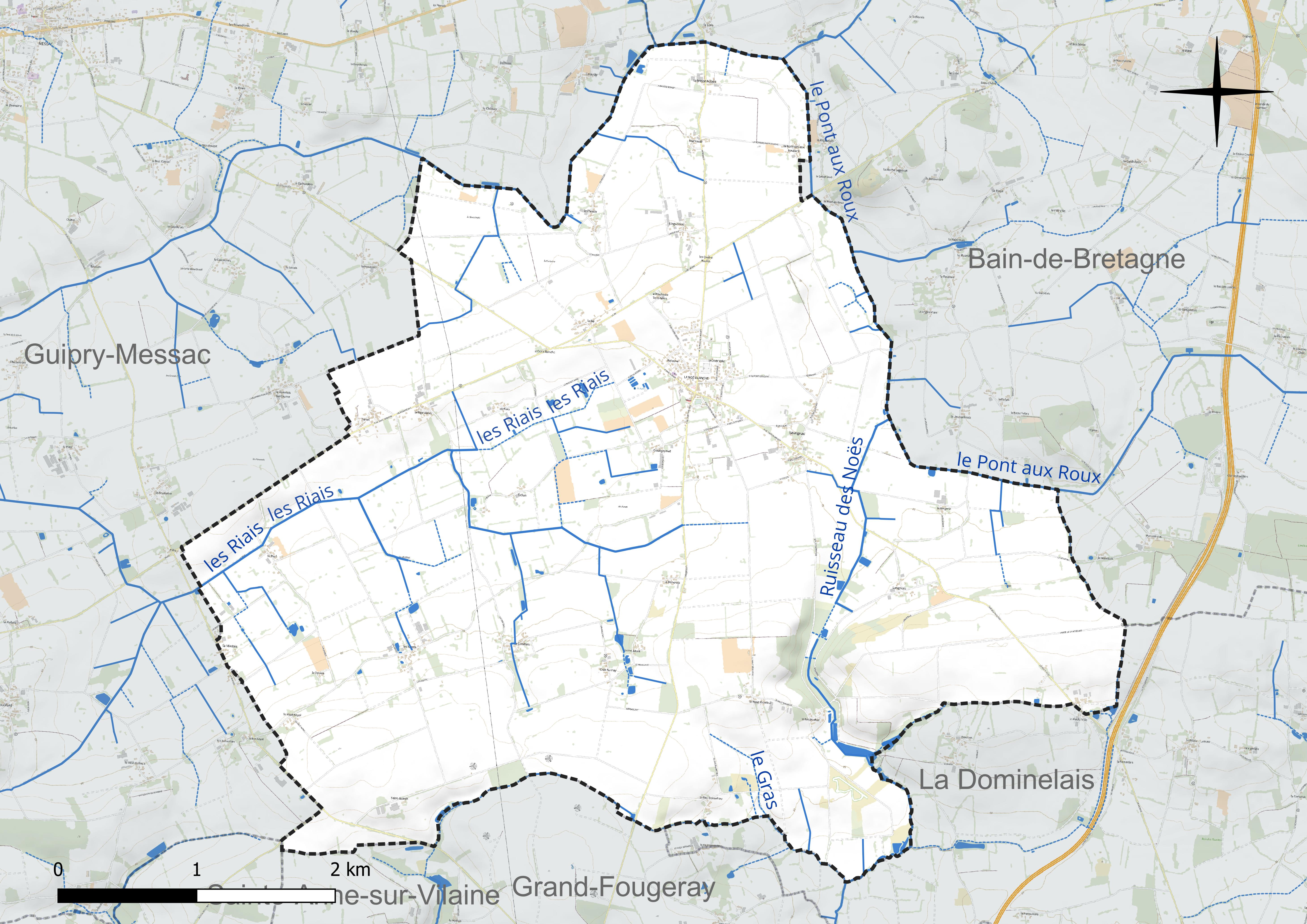
Réseau hydrographique de la Noë-Blanche.

Le Pont aux Roux, d'une longueur de 21 km, prend sa source dans la commune de Bain-de-Bretagne et se jette  dans les Riais à Guipry-Messac, après avoir traversé trois communes. 

### Climat
Le climat qui caractérise la commune est qualifié, en 2010, de « climat océanique franc », selon la typologie des climats de la France qui compte alors huit grands types de climats en métropole. En 2020, la commune ressort du type « climat océanique » dans la classification établie par Météo-France, qui ne compte désormais, en première approche, que cinq grands types de climats en métropole. Ce type de climat se traduit par des températures douces et une pluviométrie relativement abondante (en liaison avec les perturbations venant de l'Atlantique), répartie tout au long de l'année avec un léger maximum d'octobre à février.
Les paramètres climatiques qui ont permis d'établir la typologie de 2010 comportent six variables pour les températures et huit pour les précipitations, dont les valeurs correspondent à la normale 1971-2000. Les sept principales variables caractérisant la commune sont présentées dans l'encadré ci-après.
| Paramètres climatiques communaux sur la période 1971-2000 - Moyenne annuelle de température : 11,7 °C - Nombre de jours avec une température inférieure à −5 °C : 1,2 j - Nombre de jours avec une température supérieure à 30 °C : 4,3 j - Amplitude thermique annuelle : 13,2 °C - Cumuls annuels de précipitation : 725 mm - Nombre de jours de précipitation en janvier : 11,7 j - Nombre de jours de précipitation en juillet : 6,4 j |

Avec le changement climatique, ces variables ont évolué. Une étude réalisée en 2014 par la Direction générale de l'Énergie et du Climat complétée par des études régionales prévoit en effet que la  température moyenne devrait croître et la pluviométrie moyenne baisser, avec toutefois de fortes variations régionales. La station météorologique de Météo-France installée sur la commune et mise en service en 1988 permet de connaître l'évolution des indicateurs météorologiques. Le tableau détaillé pour la période 1981-2010 est présenté ci-après.
| Mois                                  | jan.             | fév.             | mars          | avril         | mai           | juin           | jui.           | août           | sep.          | oct.          | nov.            | déc.            | année      |
| ------------------------------------- | ---------------- | ---------------- | ------------- | ------------- | ------------- | -------------- | -------------- | -------------- | ------------- | ------------- | --------------- | --------------- | ---------- |
| Température minimale moyenne (°C)     | 3                | 3                | 4,5           | 5,6           | 9,2           | 11,4           | 13,2           | 13,4           | 11,2          | 9,1           | 5,4             | 3               | 7,7        |
| Température moyenne (°C)              | 5,7              | 6,4              | 8,5           | 10,3          | 14,2          | 17,1           | 19             | 19,2           | 16,4          | 12,9          | 8,5             | 5,7             | 12         |
| Température maximale moyenne (°C)     | 8,4              | 9,7              | 12,6          | 15            | 19,3          | 22,8           | 24,8           | 25,1           | 21,6          | 16,7          | 11,7            | 8,4             | 16,4       |
| Record de froid (°C) date du record   | −11,6 02.01.1997 | −10,8 10.02.1991 | −7,7 01.03.05 | −2,2 10.04.03 | 1,1 06.05.19  | 3,9 04.06.1991 | 7,3 30.07.1988 | 5,3 28.08.1998 | 2,7 29.09.07  | −2,3 29.10.03 | −5,9 22.11.1998 | −8,6 29.12.1996 | −11,6 1997 |
| Record de chaleur (°C) date du record | 17,4 27.01.03    | 20,9 27.02.19    | 23,1 30.03.21 | 27,6 20.04.18 | 30,9 26.05.17 | 36,4 27.06.19  | 39,3 23.07.19  | 39 10.08.03    | 33,2 14.09.20 | 29,7 02.10.11 | 20,6 01.11.15   | 16,9 19.12.15   | 39,3 2019  |
| Précipitations (mm)                   | 83,4             | 62               | 55,2          | 60,4          | 64,4          | 40             | 46,6           | 37,4           | 58,9          | 76,5          | 82,6            | 85,2            | 752,6      |

### Transports
La Noë-Blanche n'est desservie que par des routes secondaires, les deux principales, qui se croisent près du bourg à la Croix-Blanche, étant la D 52 (qui vient côté sud-est de La Dominelais et se dirige en direction du nord-ouest vers Guipry-Messac) et la D 53 (qui vient côté nord-est de Bain-de-Bretagne et va vers le sud-ouest, traversant la Vilaine au pont Saint-Marc, situé dans la partie sud de Guipry-Messac).

### Paysages et habitat
Le paysage agraire traditionnel est le bocage avec un habitat dispersé en de nombreux écarts formés de hameaux et fermes isolées, le principal hameau étant celui de Sévrignac. La commune a conservé pour l'essentiel son caractère rural, ne connaissant qu'une faible rurbanisation autour du bourg et des principaux hameaux.

## Urbanisme

### Typologie
Au 1er janvier 2024, La Noë-Blanche est catégorisée commune rurale à habitat dispersé, selon la nouvelle grille communale de densité à sept niveaux définie par l'Insee en 2022.
Elle est située hors unité urbaine. Par ailleurs la commune fait partie de l'aire d'attraction de Rennes, dont elle est une commune de la couronne,. Cette aire, qui regroupe 183 communes, est catégorisée dans les aires de 700 000 habitants ou plus (hors Paris),.

### Occupation des sols
L'occupation des sols de la commune, telle qu'elle ressort de la base de données européenne d'occupation biophysique des sols Corine Land Cover (CLC), est marquée par l'importance des territoires agricoles (96 % en 2018), une proportion sensiblement équivalente à celle de 1990 (96,3 %). La répartition détaillée en 2018 est la suivante : 
terres arables (47,2 %), zones agricoles hétérogènes (46,3 %), zones urbanisées (2,6 %), prairies (2,5 %), forêts (1,4 %). L'évolution de l'occupation des sols de la commune et de ses infrastructures peut être observée sur les différentes représentations cartographiques du territoire : la carte de Cassini (XVIIIe siècle), la carte d'état-major (1820-1866) et les cartes ou photos aériennes de l'IGN pour la période actuelle (1950 à aujourd'hui).

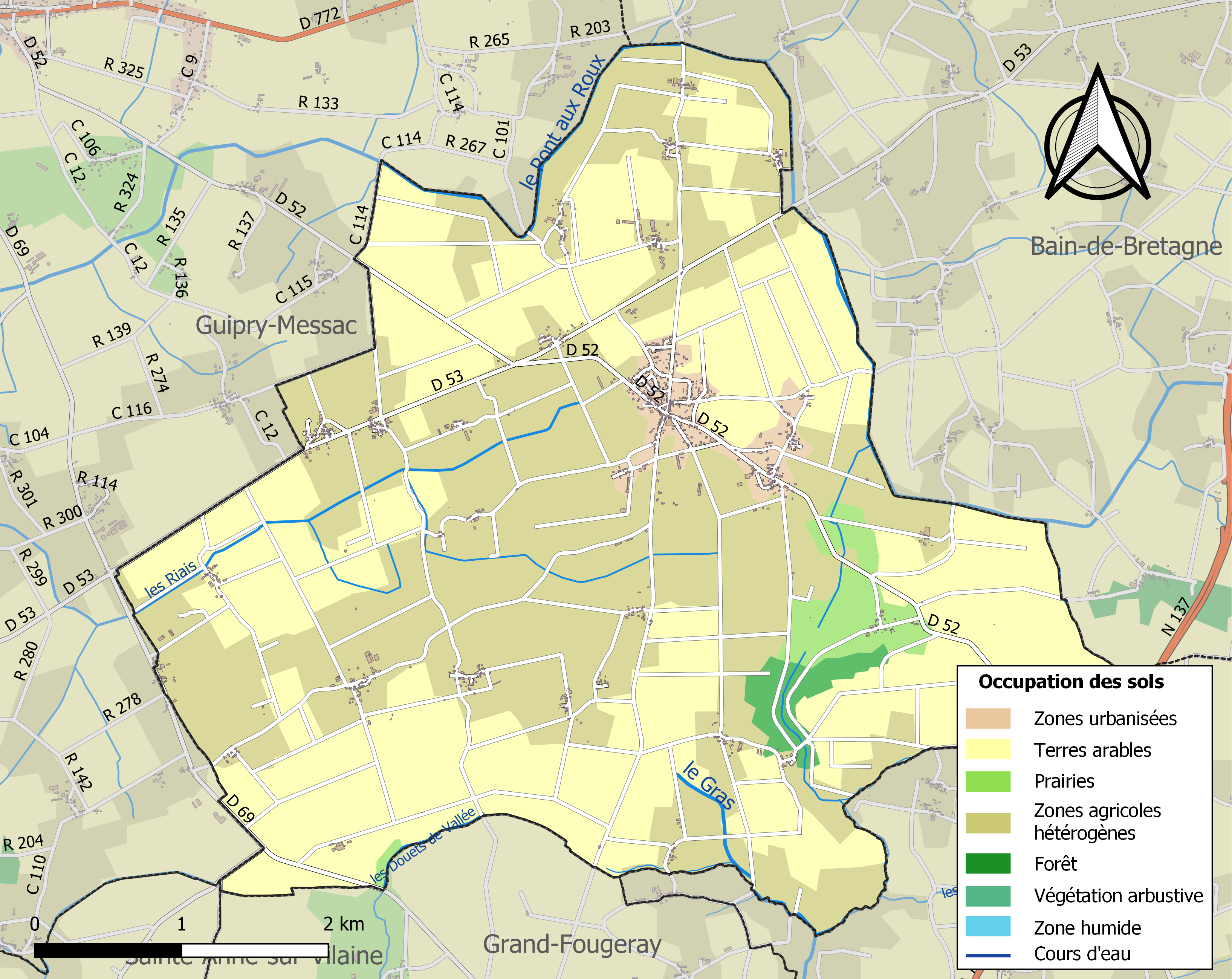
Carte des infrastructures et de l'occupation des sols de la commune en 2018 (CLC).

## Toponymie
Le nom de la localité est attesté sous la forme La Noë-Blanche en 1852.
Toponyme issu du gallo noe, noue, no, « prairie marécageuse, marais » , d'origine gauloise. Le gaulois *nauda  aurait signifié « terrain encaissé, un lieu humide », éventuellement « prairie inondable », noë se retrouve dans de multiples toponymes habités ou nom et quelquefois sous la forme noue.
La Noë-Blanche tire son nom d'une fleur blanche qui surgissait au printemps dans les marécages.
En gallo, le nom de la commune est La Nôe-Bllancheprononcé [nobjɑ̃ʃ] ou [nobjɛ̃ʊ̆ʃ] selon les localités.
La forme bretonne actuelle proposée par l'Office public de la langue bretonne Ar Wazh-Wenn (« le ruisseau blanc ou pur »).

## Histoire

### LeXIXesiècle
La Noë-Blanche était sous l'Ancien Régime une trève de Messac, qui fut érigée en paroisse le 19 août 1847, et dès 1852 celle-ci devient une commune indépendante par démembrement de la commune de  Messac, avec l'argumentaire suivant : « la commune de Messac (..) a une superficie de 6 404 hectares, qui se divise en deux sections bien distinctes : Messac, dont le bourg, placé à l'une des extrémités est le chef-lieu, et la Noë-Blanche qui forme l'autre extrémité de la commune. Il en résulte que cette dernière, composée de plusieurs villages, est dans des conditions très défavorables pour ses relations avec son chef-lieu dont elle est éloignée de 7 à 11 kilomètres. La section de la Noé-Blanche a déjà une succursale et une maison d'école qui réunit quatre-vingts enfants ; elle aura 2 222 hectares et 800 âmes de population ; elle demande aujourd'hui que l'on complète ces avantages en l'érigeant en commune distincte (..) ».

### LeXXesiècle

#### La Belle Époque
Selon le journal La Croix en 1913 le vicaire-instituteur faisait la classe à 70 enfants, tandis que les deux instituteurs publics instruisaient 3 élèves.

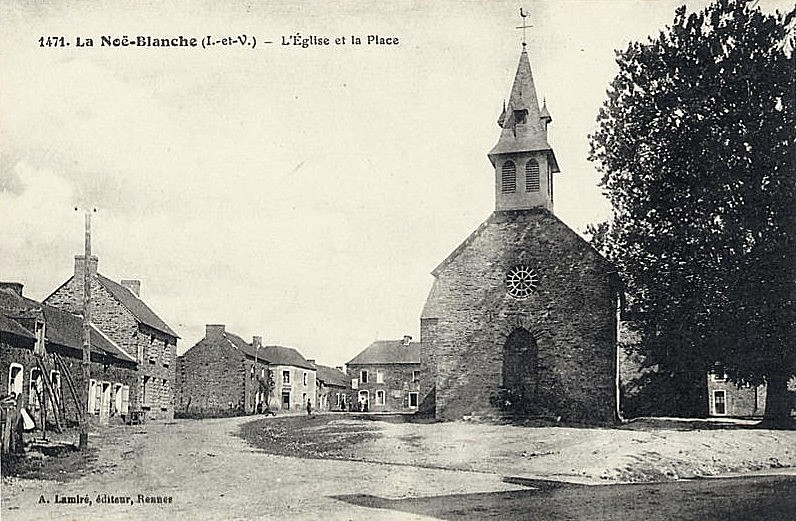
L'église paroissiale et la place du village au début du XXe siècle (carte postale).
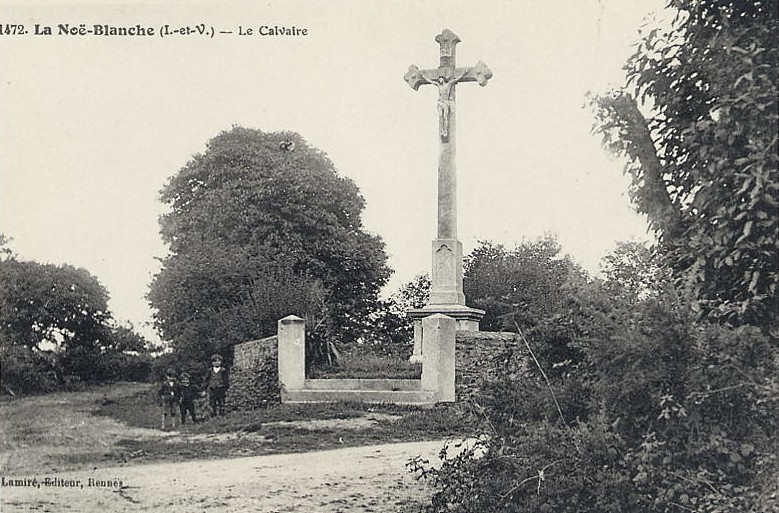
Le calvaire au début du XXe siècle (carte postale).
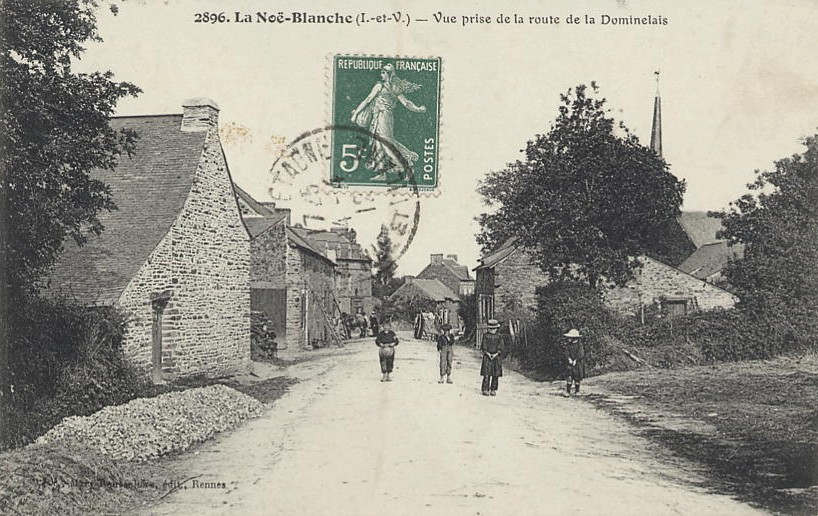
La route de La Dominelais au début du XXe siècle (carte postale).
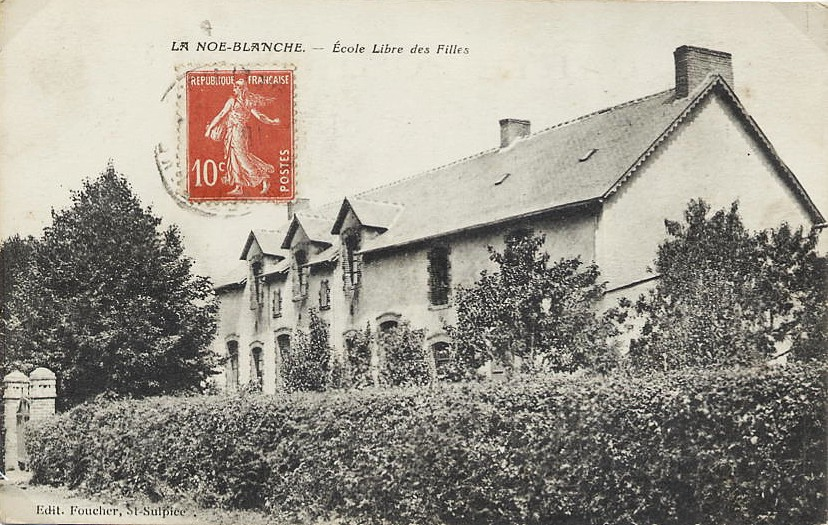
L'école libre des filles au début du XXe siècle (carte postale).
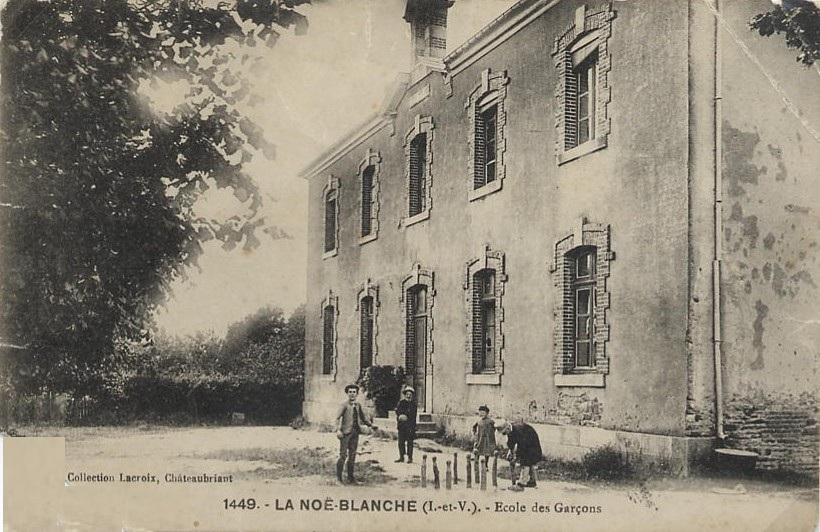
L'école des garçons au début du XXe siècle (carte postale).
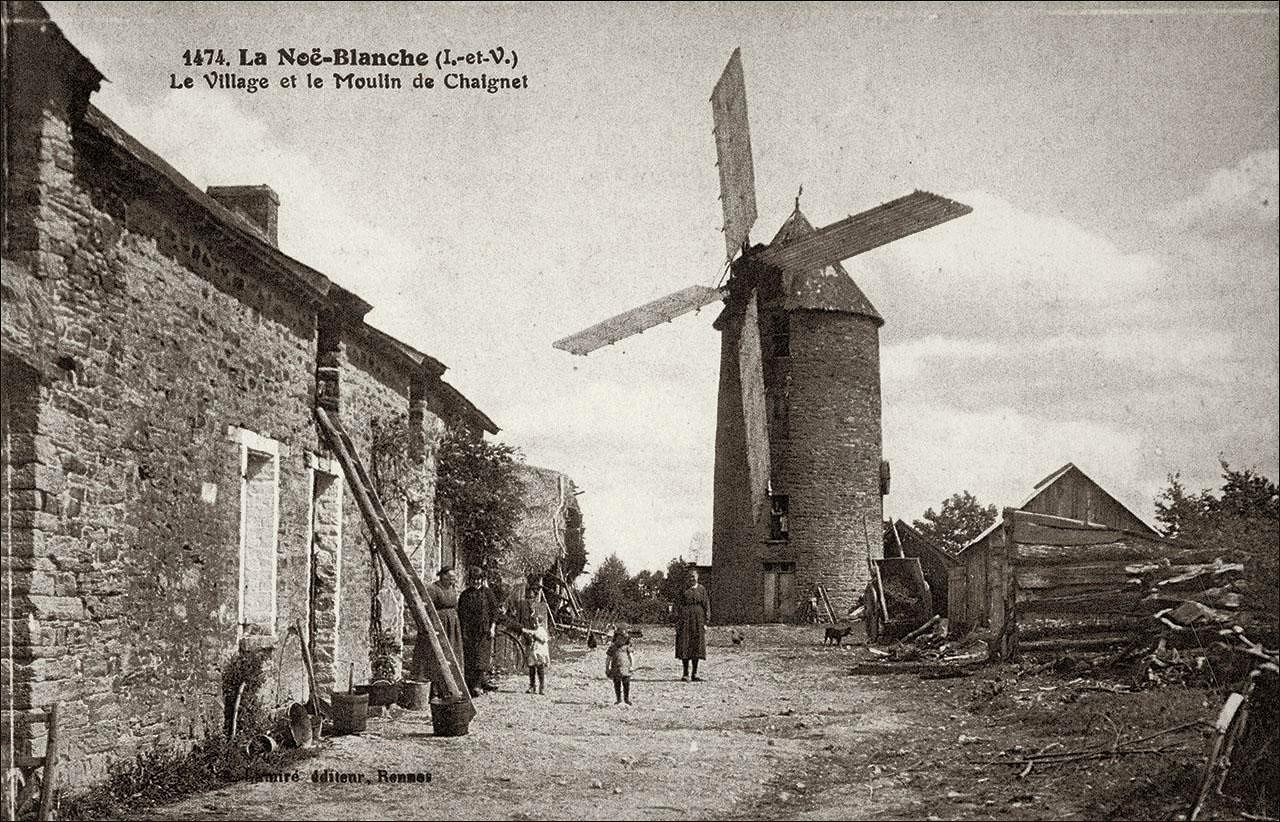
Village et moulin de Chaignet au début du XXe siècle (carte postale).

#### La Première Guerre mondiale
Le monument aux morts de La Noë-Blanche porte les noms de 65 soldats morts pour la France pendant la Première Guerre mondiale ; parmi eux 2 sont morts en Belgique (Pierre Guiheux dès le 22 août 1914 à Rossignol et Jean Douard le 15 décembre 1915 à Boezinge ; Louis Dubé est mort en captivité en Allemagne dans un lazaret en 1915 ; Jean Chapin est mort lors du naufrage du cargo mixte Eloby torpillé au sud de Malte le 19 juillet 1917 ; la plupart des autres sont morts sur le sol français, dont un autre Jean Chapin, mort de maladie dans un hôpital de Metz le 27 mars 1919, donc plusieurs mois après 
l'armistice ; Jean Dubé, Julien Lebeau, Pierre Provost et Pierre Voland ont été tous les quatre décorés à la fois de la Médaille militaire et de la Croix de guerre et André Charlieu, Joseph Guillois et les deux frères  Pierre et Victor Nidelet tous les quatre de la Croix de guerre.

#### L'Entre-deux-guerres

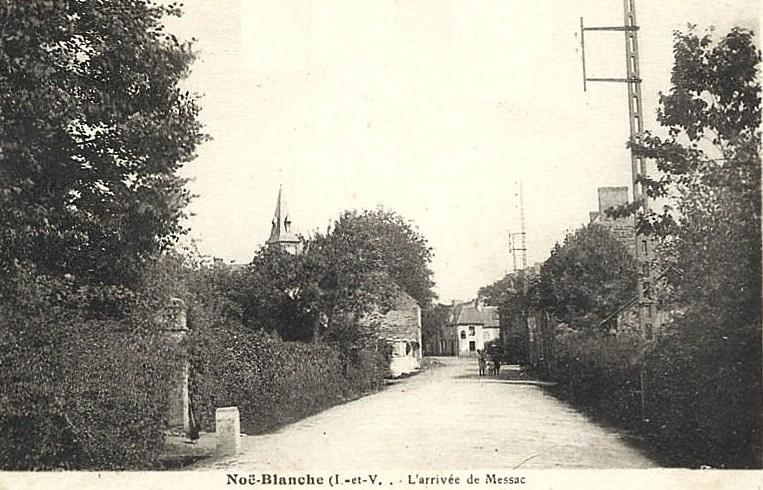
La route de Messac vers 1930 (carte postale).
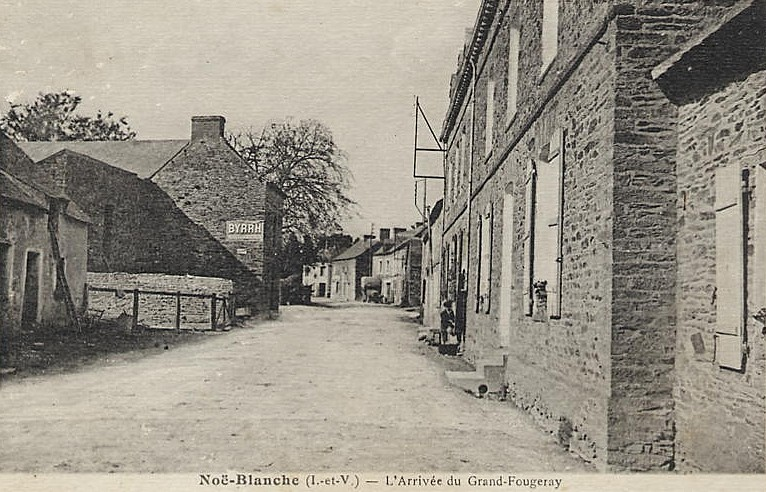
La route du Grand-Fougeray vers 1930 (carte postale).

#### La Seconde Guerre mondiale
Le monument aux morts de La Noë-Blanche porte les noms de 7 personnes mortes pour la France pendant la Seconde Guerre mondiale ; parmi eux Jean Lemaux, mort en captivité à Vienne en Autriche en 1944 ; Eugène Athimon, mort en captivité à Leipzig en Allemagne en 1945.
Aurélie et Françis Fredel furent pris en otages le 27 juillet 1944 en représailles en raison du meurtre de deux soldats allemands la veille au Grand-Fougeray dans une embuscade ; ils firent partie du convoi du train de Langeais du 3 août 1944, mais eurent la chance d'être parmi les 241 otages libérés par un responsable alsacien du train, Charles Shlaggdenhaufen, dit Charly et restèrent plusieurs mois dans la région de Belfort ; ils revinrent en décembre 1944, mais en ayant tout perdu car leur ferme avait été détruite par les Allemands à la recherche d'armes.

### LeXXIesiècle

#### Les parcs éoliens
Le parc éolien de la Nourais, constitué de 5 éoliennes d'une puissance installée chacune de 2 000 KW, les turbines ayant un diamètre de 80 mètres) a été installé en 2007 à cheval sur les communes du Grand-Fougeray (3 éoliennes) et de La Noë-Blanche (2 éoliennes). Un projet de remplacement par 5 éoliennes plus puissantes, permettant de tripler la production d'électricité, a été approuvé en 2024.
L'opposition des élus au projet de trois éoliennes, porté par une filiale de "P and T Technologies", près du hameau de Branfeul, a été approuvé en 2023 en dépit de l'opposition des élus, la Cour administrative d'appel de Nantes, dans une décision rendue le 21 mars 2023, invoquant le faible impact du projet (moins de 1 ha) sur la consommation de terres agricoles et son faible impact visuel (hameaux proches peu habités, pas de saturation visuelle).
Un autre projet de parc éolien à la Saussinais, à cheval entre Guipry-Messac et La Noë-Blanche, a été autorisé le 9 décembre 2019, mais est contesté par l'association "Vent d'inquiétude, défense de l'environnement du pays des Vallons de Vilaine", qui conteste l'autorisation environnementale délivrée pour trois mâts de 150 m en bout de pales et une puissance totale de 11,7 Mégawatts ; l'association, arguant de l'augmentation des nuisances sonores et des risques accrus de collision pour les chauves-souris a obtenu une prolongation des études d'impact en raison d'un redimensionnement du projet (mâts plus hauts de 30 m pour une puissance installée de 12,6 MW.

## Politique et administration
| Période                                  | Période    | Identité            | Étiquette | Qualité                                                                 |
| ---------------------------------------- | ---------- | ------------------- | --------- | ----------------------------------------------------------------------- |
| 1852                                     | 1858       | Mathieu Moineau     |           | Premier maire de La Noë-Blanche.                                        |
| 1858                                     | 1872       | Hippolyte Renaudet  |           | Fabricant tanneur.                                                      |
| 1872                                     | 1879       | François Gicquel    |           |                                                                         |
| 1879                                     | 1910       | Jean-Marie Hervault |           |                                                                         |
| 1910                                     | 1912       | Julien Philouse     |           | Commerçant.                                                             |
| 1913                                     | 1919       | Jean Leray          |           | Laboureur.                                                              |
| 1919                                     | après 1924 | François Hervault   |           | Fils de Jean-Marie Hervault, maire entre 1879 et 1910.                  |
|                                          |            |                     |           |                                                                         |
|                                          |            |                     |           |                                                                         |
| 1971                                     | mars 1983  | François Guillois   | app. PS   |                                                                         |
| mars 1983                                | mars 2008  | Pierre Bourdaud     |           | Animateur pédagogique, maire honoraire.                                 |
| mars 2008                                | mai 2020   | Christine Gardan    | DVD       | Retraitée CHR.                                                          |
| mai 2020                                 | En cours   | Frédéric Martin     | DVG       | Manager de flux Conseiller départemental de Bain-de-Bretagne (2021 → ). |
| Les données manquantes sont à compléter. |            |                     |           |                                                                         |

## Démographie
L'évolution du nombre d'habitants est connue à travers les recensements de la population effectués dans la commune depuis 1851. Pour les communes de moins de 10 000 habitants, une enquête de recensement portant sur toute la population est réalisée tous les cinq ans, les populations de référence des années intermédiaires étant quant à elles estimées par interpolation ou extrapolation. Pour la commune, le premier recensement exhaustif entrant dans le cadre du nouveau dispositif a été réalisé en 2006.

En 2022, la commune comptait 1 007 habitants, en évolution de +1,51 % par rapport à 2016 (Ille-et-Vilaine : +5,46 %, France hors Mayotte : +2,11 %).
| 1851 | 1856 | 1861 | 1866 | 1872 | 1876  | 1881  | 1886  | 1891  |
| ---- | ---- | ---- | ---- | ---- | ----- | ----- | ----- | ----- |
| 782  | 806  | 846  | 957  | 970  | 1 000 | 1 102 | 1 159 | 1 261 |

| 1896  | 1901  | 1906  | 1911  | 1921  | 1926  | 1931  | 1936  | 1946 |
| ----- | ----- | ----- | ----- | ----- | ----- | ----- | ----- | ---- |
| 1 283 | 1 215 | 1 205 | 1 155 | 1 040 | 1 037 | 1 048 | 1 020 | 909  |

| 1954 | 1962 | 1968 | 1975 | 1982 | 1990 | 1999 | 2006 | 2011 |
| ---- | ---- | ---- | ---- | ---- | ---- | ---- | ---- | ---- |
| 876  | 822  | 744  | 730  | 878  | 862  | 828  | 978  | 973  |

| 2016 | 2021  | 2022  | - | - | - | - | - | - |
| ---- | ----- | ----- | - | - | - | - | - | - |
| 992  | 1 012 | 1 007 | - | - | - | - | - | - |

Sur cette courbe, on voit clairement le dépeuplement de la commune jusqu'en 1983, et son nouvel accroissement entre 1993 et 2008, suivi d'une nouvelle baisse de la population depuis 2008 (voir aussi le paragraphe "Politique et administration" plus haut pour plus d'explications).

## Lieux marquants et monuments

### Préhistoire et antiquité
- La voie romaine allant de Condate Riedonum (Rennes) à Portus Namnetum (Nantes) passait par le bourg actuel de La Noë-Blanche[43]. Des monnaies gauloises et une médaille en or à l'effigie de Néron ont été découvertes en 1853 et 1881 à proximité de cette voie romaine[44].

- Camp de César : c'est un retranchement long de 170 mètres, entouré de talus et de fossés, situé dans le village de Sévrignac, au lieu-dit "le Pâtis des Douves"[45].

### Bourg
L'église paroissiale Sainte-Anne a été construite vers 1850, et terminée en 1852. Avant sa construction, une chapelle se trouvait à cet emplacement
- Croix de la Haute-Ville

### Branfeul
Il existe près de Branfeul un site, une carrière de pierre (lieu où se déroulait le sprint-cross), où des fossiles de trilobites (arthropodes) ont été trouvés. Il s'agirait à première vue de trilobites Conocoryphe, ce qui reste à vérifier étant donné que pour l'instant aucun squelette complet n'a été trouvé. Ils dateraient alors du Cambrien ou du Permien, c'est-à-dire de 540 à 245 millions d'années avant notre ère. Ces crustacés vivaient dans les mers : il est donc tout à fait possible que la Noë-Blanche fut une mer, qui après des millions d'années se soit transformée, peu à peu, en marécages. Il est aussi tout a fait probable de découvrir d'autres fossiles marins[réf. nécessaire]
Les vestiges d'un manoir subsistent à Branfeuil.
Branfeul est aussi un hameau qui abrite un étang.

### Haute-Ville
- Fontaine de la Haute-Ville
- Croix de la Haute-Ville

### Moulin Chaignet
À ce lieu-dit se trouve un moulin à trois étages carrés, datant du XIXe siècle.

## Infrastructures
- Restaurant public créée en 2009[réf. nécessaire]
- Bibliothèque
- Salle polyvalente (salle des fêtes + salle de sport)
- Salle des fêtes
- Ecole privée Sainte-Anne

## Personnalités liées à la commune
- Thomas II Le Roy, évêque fidèle du pape Adrien VI, il naît à Tréhel, un hameau de la commune. Il a vécu au cours du XVIe siècle. Rallié à la paroisse de Dol-de-Bretagne, il fut nommé procureur des Lettres apostoliques, abréviateur des archives de la Cour romaine, clerc du collège des cardinaux à Rome.
- Paul Lebois, (1892-1984), écrivain, frère de Françoise Tessier-Lebois (1896-1965), institutrice à La Noë-Blanche de 1920 à 1956. Il a écrit des romans d'aventures, où sa passion pour la ruralité bretonne sert de toile de fond (Terre obsédante, 1946 ; Terre en péril, 1947 ; Terre reconquise, 1951 ; Terre dévastée, 1965 ;  Terre aux abois, 1972).

## Sports
- Club de football
- Club de volley-ball
- Club de Gymnastique féminine (OCTOGYM)

## Enseignement
- École privée Sainte-Anne

## Rendez-vous
- 4 juin : tournoi de football organisé par l'Hermine.
- 2 juillet : Kermesse de l'école Sainte-Anne.
- Arbre de Noël de l'école Sainte-Anne (mi-décembre).